# Bundespräsidentenwahl in Österreich 1980
Zur Bundespräsidentenwahl in Österreich 1980, der siebenten Volkswahl eines österreichischen Staatsoberhaupts, kam es am 18. Mai 1980. Der bisherige Amtsinhaber, Rudolf Kirchschläger, wurde in seinem Amt bestätigt und war damit der dritte Bundespräsident, der eine zweite Amtsperiode begann.

## Ausgangslage
Der bisherige Bundespräsident Rudolf Kirchschläger trat, wie es die Verfassung erlaubte, neuerlich zu einer Wahl an. Seine Konkurrenten waren Willfried Gredler von der FPÖ und Norbert Burger von der NDP. Kirchschläger wurde neben der SPÖ auch von der ÖVP während des Wahlkampfes unterstützt.

## Ergebnis
| Kandidaten                            | Parteien                          | Stimmen   | %    |
| ------------------------------------- | --------------------------------- | --------- | ---- |
| Rudolf Kirchschläger                  | Sozialistische Partei Österreichs | 3.538.748 | 79,9 |
| Willfried Gredler                     | Freiheitliche Partei Österreichs  | 751.400   | 17,0 |
| Norbert Burger                        | Nationaldemokratische Partei      | 140.741   | 3,2  |
| Gesamt                                | Gesamt                            | 4.430.889 | 100  |
|                                       |                                   |           |      |
| Ungültige Stimmen                     | Ungültige Stimmen                 | 348.165   | 7,3  |
| Wähler                                | Wähler                            | 4.779.054 | 91,6 |
| Wahlberechtigte                       | Wahlberechtigte                   | 5.215.875 |      |
|                                       |                                   |           |      |
| Quelle: Bundesministerium für Inneres |                                   |           |      |

## Ergebnisse der Bundesländer
| Bundesland       | Norbert Burger | Norbert Burger | Willfried Gredler | Willfried Gredler | Rudolf Kirchschläger | Rudolf Kirchschläger | Gültige Stimmen |
| Bundesland       | Zahl           | %              | Zahl              | %                 | Zahl                 | %                    | Summe           |
| ---------------- | -------------- | -------------- | ----------------- | ----------------- | -------------------- | -------------------- | --------------- |
| Burgenland       | 6.214          | 3,50 %         | 25.414            | 14,33 %           | 145.698              | 82,16 %              | 177.326         |
| Kärnten          | 11.976         | 3,79 %         | 69.154            | 21,89 %           | 234.765              | 74,32 %              | 315.895         |
| Niederösterreich | 26.277         | 2,92 %         | 135.074           | 15,01 %           | 738.533              | 82,07 %              | 899.884         |
| Oberösterreich   | 24.018         | 3,29 %         | 119.844           | 16,44 %           | 585.224              | 80,27 %              | 729.086         |
| Salzburg         | 9.677          | 3,82 %         | 50.699            | 20,00 %           | 193.178              | 76,19 %              | 253.554         |
| Steiermark       | 28.692         | 4,06 %         | 107.456           | 15,20 %           | 570.579              | 80,74 %              | 706.727         |
| Tirol            | 10.262         | 3,32 %         | 57.564            | 18,63 %           | 241.206              | 78,05 %              | 309.032         |
| Vorarlberg       | 6.059          | 4,02 %         | 41.900            | 27,82 %           | 102.650              | 68,16 %              | 150.609         |
| Wien             | 17.566         | 1,98 %         | 144.295           | 16,24 %           | 726.915              | 81,79 %              | 888.776         |
| Österreich       | 140.741        | 3,18 %         | 751.400           | 16,96 %           | 3.538.748            | 79,87 %              | 4.430.889       |

## Angelobung
Rudolf Kirchschläger wurde am 8. Juli 1980 neuerlich vor der Bundesversammlung angelobt.